# フアニート・オヤルサバル

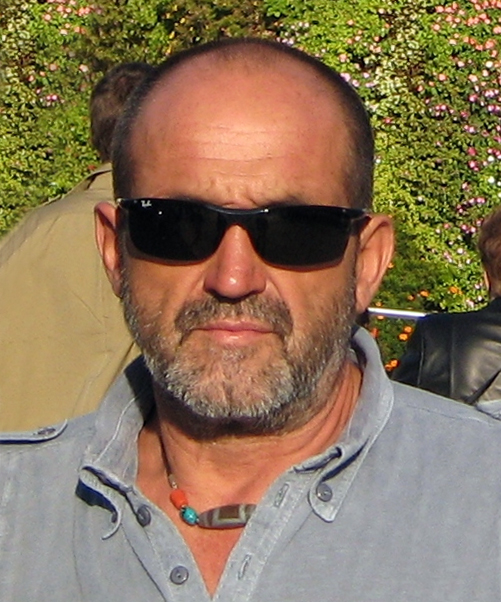
フアニート・オヤルサバル

フアニート・オヤルサバル（Juanito Oiarzabal、本名 Juan Eusebio Oiarzabal Urteaga 1956年3月30日 - ）は、スペインの登山家。バスク地方のアラバ県ビトリア出身。登山に関する著書を4冊著している。1985年から1999年にかけて、世界で6人目の8000メートル峰全14座登頂を成し遂げた。また8000メートル以上の登山数2６回の世界２位の記録を持っている。

## 人物
彼のヒマラヤ山脈での成功はよく知られているが、その前の経歴についてはあまりよく知られていない。しかし、彼はスペインの主な山全てを最も難しいルートから制覇しているし、偉大なルートをいくつも発見している。また彼はアルプス山脈の登山にも熟知しているし、北アメリカ、南アメリカ、アフリカなどの山にも多く登っている。23年間の間に35もの遠征をしている。

## 8000メートル峰全14座の登頂記録
1. 1985年 チョ・オユー - 2002年、2003年9月、2003年10月にも
2. 1987年 ガッシャーブルムII峰 - 2003年にも
3. 1992年 ナンガ・パルバット
4. 1993年 エベレスト - 2001年にも
5. 1994年 K2 - 2004年にも
6. 1995年 マカルー
7. 1995年 ローツェ
8. 1995年 ブロード・ピーク
9. 1996年 カンチェンジュンガ
10. 1997年 マナスル
11. 1997年 ガッシャーブルムI峰 - 2003年にも
12. 1998年 ダウラギリ
13. 1998年 シシャパンマ
14. 1999年 アンナプルナ

## その他の主な登頂記録
- 1984年 デナリ
- 1985年 アコンカグア
- 1988年 ケニア山
- 2001年 エルブルス山

## 著書
- “Buscando las catorce estrellas” [Searching for the Fourteen Stars], Editorial Lur, 1997
- “Los 14 ochomiles de Juanito Oiarzabal” [The Fourteen Eight-Thousanders of Juanito Oiarzabal], Ediciones Desnivel, 1999,
- “Conversaciones con Juanito Oiarzabal” [Conversations with Juanito Oiarzabal], Ediciones Desnivel, 2001,
- “El Everest de Juanito Oiarzabal” [Juanito Oiarzabal’s Everest], Ediciones Desnivel, 2002,